# Fort de Saint-Cyr
Le fort de Saint-Cyr, situé dans la commune de Montigny-le-Bretonneux (Yvelines), est l'un des forts militaires construits à la fin du XIXe siècle pour assurer la défense de Paris. Après la Première Guerre mondiale, le fort sert à l'armée de station météorologique et de dépôt d’armements. Classé monument historique en 1992, il est aujourd'hui utilisé pour la conservation des fonds photographiques de la Médiathèque du patrimoine et de la photographie et des films de la Cinémathèque française. 

## Histoire

### Construction et utilisation militaire
En 1870, la France était en partie occupée par les armées prussiennes qui purent combattre jusqu'aux portes de Paris et assiéger la capitale pendant plusieurs mois. Versailles était entièrement occupée par les Allemands qui s'installèrent dans le château. À la suite de cette cuisante défaite fut mis en place le système Séré de Rivières qui permit notamment la construction de fortifications pour défendre Paris. Au total, 18 forts, 5 redoutes et 34 batteries furent construits entre 1874 et 1881.
Le 27 mars 1874, la loi prévoit la construction du fort de Saint-Cyr destiné à protéger la pointe sud-ouest de Paris, de protéger Versailles et le camp de Satory, d'interdire le plateau de Trappes et la vallée du Rû de Gally, ainsi que de contrôler les voies ferrées venant du Havre et de Tours. Il était soutenu par les batteries de Bois-d'Arcy, Saint-Cyr et Bouviers (Guyancourt). Le fort était implanté sur la commune de Bois-d'Arcy. Actuellement, il est sur la commune de Montigny-le-Bretonneux après des modifications de limites territoriales entre les deux communes.
La construction du fort de Saint-Cyr débuta en mai 1875 et s'acheva en 1879, année où les premières troupes armées s'y installèrent. Il pouvait accueillir 26 officiers, 56 sous-officiers et 1 406 soldats. Sa défense était assurée par 90 pièces d'artillerie. En cas de conflit, ses réserves lui permettaient une autonomie de trois mois pour les vivres et de six mois pour l'eau.

### Affectation à des activités météorologiques
Après la Première Guerre mondiale, le fort servit de station météorologique militaire et de dépôt d’armements. L'école nationale de la météorologie occupa les lieux de 1948 à 1982, avant son transfert sur le site de la  Météopole à Toulouse,.

### Conservation de fonds culturels
Depuis 1982, le fort est affecté au ministère de la Culture et les locaux abritent notamment les fonds d'archives photographiques conservés par la Médiathèque du patrimoine et de la photographie,.
Grâce à Henri Langlois, 40 000 copies de la collection de la Cinémathèque française sont conservées dans le fort de Saint-Cyr, mis à disposition par le ministère de la Culture.